# 1956年ベルギーグランプリ
1956年ベルギーグランプリ (1956 Belgian Grand Prix) は、1956年のF1世界選手権第4戦として、1956年6月3日にスパ・フランコルシャンで開催された。

## レース概要
木曜日の予選初日にファン・マヌエル・ファンジオが2位のスターリング・モスに5秒の大差を付けた。金曜日はウエットコンディション、土曜日は強風に見舞われたためタイムを更新できず、ファンジオがポールポジションを獲得した。
決勝スタート時も雨が降り、ファンジオはスタートに失敗して5位に落ちてモスの先行を許した。しかし、3周目にジャン・ベーラ、ピーター・コリンズ、エウジェニオ・カステロッティを抜いて2位に上がり、5周目にはモスも抜いてトップに返り咲く。ファンジオは10周目にモスと8秒の差を付け、チームメイトのコリンズが3位に続いていたが、オー・ルージュでモスの後輪が脱落してしまい、コリンズは2位に上がった。モスはマシンを止めて駆け足でピットへ戻り、チェーザレ・ペルディーサのマシンに乗り換えた。モスは6位でコースに復帰したが、首位のファンジオとは1周遅れとなっていた。ファンジオは24周目にトランスミッションのトラブルが発生してリタイアとなり、コリンズが初優勝を飾った。ベーラとポール・フレールが激しい2位争いを繰り広げていたが、ベーラのエンジンがミスファイアしてしまい、フレールは地元で2位表彰台を獲得した。モスはハリー・シェルを抜いて3位に上がり激しい追い上げを見せたが、先行するフェラーリ2台には及ばなかった。

## エントリーリスト
| No.     | ドライバー                   | エントラント                               | コンストラクター | シャシー | エンジン                   | タイヤ |
| ------- | ---------------------------- | ------------------------------------------ | ---------------- | -------- | -------------------------- | ------ |
| 2       | ファン・マヌエル・ファンジオ | スクーデリア・フェラーリ                   | フェラーリ       | D50      | フェラーリ DS50 2.5L V8    | E      |
| 4       | エウジェニオ・カステロッティ | スクーデリア・フェラーリ                   | フェラーリ       | D50      | フェラーリ DS50 2.5L V8    | E      |
| 6       | ポール・フレール             | スクーデリア・フェラーリ                   | フェラーリ       | D50      | フェラーリ DS50 2.5L V8    | E      |
| 8       | ピーター・コリンズ           | スクーデリア・フェラーリ                   | フェラーリ       | D50      | フェラーリ DS50 2.5L V8    | E      |
| 10      | ハリー・シェル               | ヴァンダーヴェル・プロダクツ・リミテッド   | ヴァンウォール   | VW2      | ヴァンウォール 254 2.5L L4 | P      |
| 12      | モーリス・トランティニアン   | ヴァンダーヴェル・プロダクツ・リミテッド   | ヴァンウォール   | VW2      | ヴァンウォール 254 2.5L L4 | P      |
| 16      | トニー・ブルックス           | オーウェン・レーシング・オーガニゼーション | BRM              | P25      | BRM P25 2.5L L4            | D      |
| 20      | アンドレ・ピレット           | スクーデリア・フェラーリ                   | フェラーリ       | D50      | フェラーリ DS50 2.5L V8    | E      |
| 22      | ルイジ・ヴィッロレージ       | スクーデリア・セントロ・スッド             | マセラティ       | 250F     | マセラティ 250F1 2.5L L6   | P      |
| 24      | ルイ・ロジェ                 | エキュリー・ロジェ                         | マセラティ       | 250F     | マセラティ 250F1 2.5L L6   | P      |
| 26      | ホレース・グールド           | グールズ・ガレージ                         | マセラティ       | 250F     | マセラティ 250F1 2.5L L6   | D      |
| 28      | ピエロ・スコッティ           | ピエロ・スコッティ                         | コンノート       | B        | アルタ GP 2.5L L4          | P      |
| 30      | スターリング・モス           | オフィシーネ・アルフィエリ・マセラティ     | マセラティ       | 250F     | マセラティ 250F1 2.5L L6   | P      |
| 32      | ジャン・ベーラ               | オフィシーネ・アルフィエリ・マセラティ     | マセラティ       | 250F     | マセラティ 250F1 2.5L L6   | P      |
| 34      | チェーザレ・ペルディーサ     | オフィシーネ・アルフィエリ・マセラティ     | マセラティ       | 250F     | マセラティ 250F1 2.5L L6   | P      |
| 36      | パコ・ゴディア               | オフィシーネ・アルフィエリ・マセラティ     | マセラティ       | 250F     | マセラティ 250F1 2.5L L6   | P      |
| 38      | マイク・ホーソーン           | オーウェン・レーシング・オーガニゼーション | マセラティ       | 250F     | マセラティ 250F1 2.5L L6   | P      |
| ソース: |                              |                                            |                  |          |                            |        |

## 結果

### 予選
| 順位    | No. | ドライバー                   | コンストラクター  | タイム | 差     |
| ------- | --- | ---------------------------- | ----------------- | ------ | ------ |
| 1       | 2   | ファン・マヌエル・ファンジオ | フェラーリ        | 4:09.8 | —      |
| 2       | 30  | スターリング・モス           | マセラティ        | 4:14.7 | + 4.9  |
| 3       | 8   | ピーター・コリンズ           | フェラーリ        | 4:15.3 | + 5.5  |
| 4       | 32  | ジャン・ベーラ               | マセラティ        | 4:16.0 | + 6.2  |
| 5       | 4   | エウジェニオ・カステロッティ | フェラーリ        | 4:16.0 | + 6.2  |
| 6       | 10  | ハリー・シェル               | ヴァンウォール    | 4:19.0 | + 9.2  |
| 7       | 12  | モーリス・トランティニアン   | ヴァンウォール    | 4:22.2 | + 12.4 |
| 8       | 6   | ポール・フレール             | フェラーリ        | 4:23.2 | + 13.4 |
| 9       | 34  | チェーザレ・ペルディーサ     | マセラティ        | 4:35.7 | + 25.9 |
| 10      | 24  | ルイ・ロジェ                 | マセラティ        | 4:35.9 | + 26.1 |
| 11      | 22  | ルイジ・ヴィッロレージ       | マセラティ        | 4:37.2 | + 27.4 |
| 12      | 28  | ピエロ・スコッティ           | コンノート-アルタ | 4:41.9 | + 32.1 |
| 13      | 36  | パコ・ゴディア               | マセラティ        | 4:49.8 | + 40.0 |
| 14      | 26  | ホレース・グールド           | マセラティ        | 4:50.4 | + 40.6 |
| 15      | 20  | アンドレ・ピレット           | フェラーリ        | 4:51.9 | + 42.1 |
| ソース: |     |                              |                   |        |        |

### 決勝
| 順位    | No. | ドライバー                                  | コンストラクター  | 周回数 | タイム/リタイア原因 | グリッド | ポイント |
| ------- | --- | ------------------------------------------- | ----------------- | ------ | ------------------- | -------- | -------- |
| 1       | 8   | ピーター・コリンズ                          | フェラーリ        | 36     | 2:40:00.3           | 3        | 8        |
| 2       | 6   | ポール・フレール                            | フェラーリ        | 36     | +1:51.3             | 8        | 6        |
| 3       | 34  | チェーザレ・ペルディーサ スターリング・モス | マセラティ        | 36     | +3:16.6             | 9        | 2 3 1    |
| 4       | 10  | ハリー・シェル                              | ヴァンウォール    | 35     | +1 Lap              | 6        | 3        |
| 5       | 22  | ルイジ・ヴィッロレージ                      | マセラティ        | 34     | +2 Laps             | 11       | 2        |
| 6       | 20  | アンドレ・ピレット                          | フェラーリ        | 33     | +3 Laps             | 15       |          |
| 7       | 32  | ジャン・ベーラ                              | マセラティ        | 33     | +3 Laps             | 4        |          |
| 8       | 24  | ルイ・ロジェ                                | マセラティ        | 33     | +3 Laps             | 10       |          |
| Ret     | 2   | ファン・マヌエル・ファンジオ                | フェラーリ        | 23     | トランスミッション  | 1        |          |
| Ret     | 12  | モーリス・トランティニアン                  | ヴァンウォール    | 11     | 燃料システム        | 7        |          |
| Ret     | 30  | スターリング・モス                          | マセラティ        | 10     | ホイール            | 2        |          |
| Ret     | 4   | エウジェニオ・カステロッティ                | フェラーリ        | 10     | トランスミッション  | 5        |          |
| Ret     | 28  | ピエロ・スコッティ                          | コンノート-アルタ | 10     | エンジン            | 12       |          |
| Ret     | 26  | ホレース・グールド                          | マセラティ        | 2      | ギアボックス        | 14       |          |
| Ret     | 36  | パコ・ゴディア                              | マセラティ        | 0      | アクシデント        | 13       |          |
| ソース: |     |                                             |                   |        |                     |          |          |

追記
- ^1 – ファステストラップの1点を含む

## 注記
- 車両共有: 34号車: チェーザレ・ペルディーサ(13周)、スターリング・モス(23周)。3位に入賞したため、2人に2点（モスはファステストラップを記録したためさらに1点）が与えられた。
- F1デビュー戦: ピエロ・スコッティ（当レースのみ出走）
- F1最終出走: ポール・フレール
- F1キャリア初:
  - ピーター・コリンズ - 初優勝及び初ラップリーダー
  - ハリー・シェル - 初ポイント
  - ポール・フレール - 初表彰台

## 第4戦終了時点のランキング
ドライバーズ・チャンピオンシップ
|   | 順位 | ドライバー                   | ポイント |
| - | ---- | ---------------------------- | -------- |
| 8 | 1    | ピーター・コリンズ           | 11       |
| 1 | 2    | スターリング・モス           | 11       |
| 2 | 3    | ジャン・ベーラ               | 10       |
| 2 | 4    | ファン・マヌエル・ファンジオ | 9        |
| 1 | 5    | パット・フラハーティ         | 8        |

- 注:  トップ5のみ表示。ベスト5戦のみがカウントされる。